# New Harvest... First Gathering
New Harvest... First Gathering è il diciottesimo album in studio della cantante statunitense Dolly Parton, pubblicato il 14 febbraio 1977 dalla RCA Victor.

## Tracce
Testi e musiche di Dolly Parton tranne dove indicato.
1. Light of a Clear Blue Morning – 4:56
2. Applejack – 3:26
3. My Girl (My Love) (Smokey Robinson, Ronald White) – 3:47
4. Holdin' on to You – 2:47
5. You Are – 5:17
6. How Does it Feel – 3:15
7. Where Beauty Lives in Memory – 3:58
8. (Your Love Has Lifted Me) Higher and Higher (Gary Jackson, Carl Smith) – 2:54
9. Getting in My Way – 2:41
10. There – 5:33